# Гарпии
Га́рпии (др.-греч. Ἅρπυιαι «похитительницы», «хищницы»), в древнегреческой мифологии — полуженщины-полуптицы, персонификации различных аспектов бури, архаические доолимпийские божества. Дочери морского божества Тавманта и океаниды Электры (либо Озомены), либо дочери Борея, сторожат попавших в Тартар. Эпименид считает их порождениями Океана и Геи.

## Этимология названия
Название связано с древнегреческим ἁρπάζω — «хватать», «похищать».

## Описание

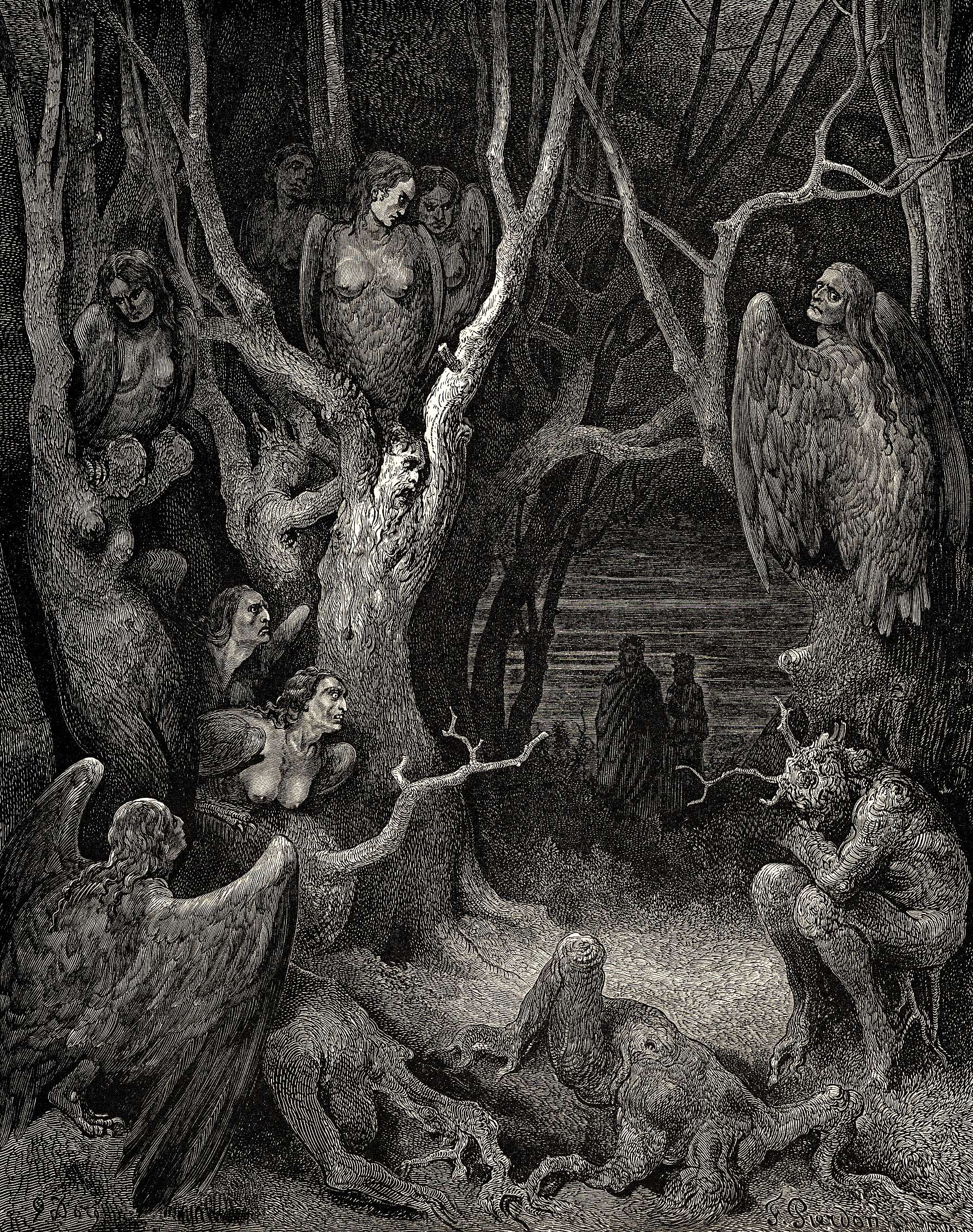
Гарпии в седьмом круге Ада у Данте; Иллюстрация Гюстава Доре

В мифах представлены злобными похитительницами детей и человеческих душ, внезапно налетающими и так же внезапно исчезающими, как ветер. Упомянуты в «Одиссее» (I 237 и др.). Гарпии — одни из самых свирепых и уродливых персонажей греческой мифологии. Они, подобно прочим чудовищам, наводят ужас на людей.
Число их колеблется от двух до пяти; изображаются в виде диких полуженщин-полуптиц отвратительного вида с крыльями и лапами грифа, с длинными острыми когтями, но с головой и женской грудью. По Гесиоду, их две: Аэлло и Окипета.
По Гигину, их имена: Келено, Окипета, Подарка; или Аэллопода, Келено, Окипета. Традиционно гарпий представляют в виде трёх сестёр (Аэлла — «Вихрь» или Аэллопа — «Вихревидная», Окипета — «Быстрая», Келайно — «Мрачная» по прозвищу Подарга — «Быстроногая»).
Гарпий обычно помещали на Строфадских островах в Эгейском море, позднее — вместе с другими чудовищами в Аиде. Изображались с птичьими головами и ногами, а грудь, живот и бёдра — человеческие.
В мифе об аргонавтах упоминается салмидесский царь Финей, которого боги ослепили за слишком точные предсказания будущего. Царю досаждали гарпии — «отвратительные крылатые существа женского пола, которые, как только Финей усаживался за трапезу, спешили во дворец, хватали со стола что попало, а оставшуюся пищу заражали таким зловонием, что её невозможно было есть». Их изгнали родичи Финея, аргонавты Калаид и Зет. По истолкованию, эти гарпии — на самом деле гетеры, которые проедали добро Финея.
По некоторым авторам, они погибли. Согласно Гесиоду, Антимаху и Аполлонию, не были убиты и скрылись в гроте на горе Дикте на Крите. По Акусилаю, гарпии сторожат яблоки, по Эпимениду, тождественны Гесперидам.
Средневековые моралисты использовали гарпий как символы жадности, ненасытности и нечистоплотности, часто объединяя их с фуриями; утверждалось, что гарпии нападают на скупцов. Живописец XV века Джованни Беллини в серии панно, иллюстрирующих семь смертных грехов, изобразил гарпию в виде аллегорической фигуры, олицетворяющей алчность, водрузив её на два золотых шара — золотые яблоки Гесперид.
Сейчас некоторые современные авторы, обобщая и соединяя многие из мифов и сказаниях о гарпиях, пишут, что название этих существ происходит от греческого слова «хватаю» или «похищаю», потому что гарпии уносили людей или отнимали у них еду. В некоторых мифах говорится, что когда-то гарпии были прекрасными женщинами; в память о прошлом у них сохранились женские лица и груди. Их причисляли к самым опасным чудовищам подземного царства. Считалось, что гарпии появляются в грозу и ураган, распространяя нестерпимую вонь, подобно хищным птицам-стервятникам. Гарпии боялись лишь одного: звуков медных духовых инструментов. 

## Отдельные гарпии
- Гарпия. Родила от Борея коней Ксанфа и Подарку[12].
- Келено (др.-греч. Κελαινώ)[13]. Гарпия. Дочь Фавманта и Электры[8]. Она с другими налетает на пиршество Энея и произносит пророчество[14]. Другое её прозвище — Подарга.
- Никофея (Никотоя). См. Элло. Имя одной из гарпий[15].
- Озомена. «вонючая». По версии, родила от Тавманта гарпий[4].
- Окипета (Окифоя, у Гесиода по ссылке Аполлодора — Окипода; др.-греч. Ὠκυπέτη, Ὠκυθόη, Ὠκυπόδη). Гарпия, дочь Фавманта и Электры[16][17]. Преследуемая Бореадами, достигла Эхинадских островов (Строфад)[18]. В «Теогонии» Гесиода — Окипета.
- Пода́рга (др.-греч. Ποδάργη, также Подарка). Гарпия. Дочь Фавманта и Электры[8]. Родила говорящих коней Ахилла Ксанфа и Балия от Зефира[19].
- Элло (Аэлло, др.-греч. Ἀελλώ). Гарпия. Дочь Фавманта и Электры[20]. Её также называют Никотоя или Аеллопода. Когда её преследовали Бореады, бросилась в реку Тигрис на Пелопоннесе, которая зовется Гарпис[21]. Устрашала спутников Энея[22]. «Аэллоподессин» (ветроногими) названы в «Гимне к Афродите» кони, которые Зевс подарил Лаомедонту[23].

## Вгеральдике
Фигура гарпии означает «свиреп, когда спровоцирован», но может быть истолкована и как символ порока и страстей (если подразумевается побеждённый враг).